# Ständiger Rat für die internationale Zusammenarbeit der Komponisten
Ständiger Rat für die internationale Zusammenarbeit der Komponisten, franska: Conseil Permanent pour la Coopération Internationale des Compositeur, svenska: Ständiga rådet för tonsättarnas internationella samarbete, är en internationell tonsättarorganisation på tysk mark, grundad 1934 på initiativ av Richard Strauss. Rådet var en del av Reichsmusikkammer, det nationalsocialistiska Tysklands musikorgan och finansierades av det tyska propagandaministeriet och dess italienska motsvarighet. Endast personer som ansågs vara uttalade vänner till Tyskland kunde komma i fråga för en post i rådet. Rådet planerade och ordnade bland annat så kallade musikfester, internationella tonsättarfestivaler med musik som stilmässigt stod på traditionens och helst romantikens grund.
Richard Strauss bevistade 1933 musikfesten i Florens Il Maggio Musicale, och kom där i samspråk med ett antal italienska tonsättare om behovet av ett nytt internationellt musiksällskap som alternativ till ISSM, som på ett "elitistiskt" sätt främjade radikal modernistisk musik genom utföranden och uruppföranden av radikala kompositioner. Man diskuterade ett förment behov av att spela en repertoar som bättre kunde spegla ett internationellt musikutbyte och samtidigt ta till vara konsertpublikens intressen genom att spela en musik som publiken kunde ta till sig och vara av ett "större allmänt intresse".  Det tyska Allgemeiner deutscher Musikverein (1861–1937) arbetade sedan länge alltför traditionellt och lokalt för att vara ett alternativ.
Strax innan ISCM:s kongress skulle hållas i Warszawa försommaren 1934 skickades en anmodan till den svenska regeringen om att man från tysk sida önskade en svensk närvaro i Wiesbaden för att dryfta internationellt musikutbyte. En trevare skickades till Stim, som skickade Kurt Atterberg till mötet och som senare kom att representera Sverige i Ständiger Rat. Rådet bildades 6 juni 1934.
Kurt Atterberg var dess generalsekreterare 1935–1938. Föreningen svenska tonsättare bekostade Atterbergs arbete under denna tid och omkostnaderna för de svenska verkens uppförande under musikfesterna.
Ständiger Rat upphörde 1944.